# Badménil-aux-Bois
Badménil-aux-Bois település Franciaországban, Vosges megyében. Lakosainak száma 139 fő (2022. január 1.). Badménil-aux-Bois Moyemont, Padoux, Saint-Genest, Villoncourt, Bayecourt, Domèvre-sur-Durbion és Hadigny-les-Verrières községekkel határos.

## Népesség
A település népességének változása:
| Lakosok száma | 146  | 158  | 160  | 154  | 149  | 144  | 144  | 139  | 139  |
|               | 2013 | 2015 | 2016 | 2017 | 2018 | 2019 | 2020 | 2021 | 2022 |